# 贝里 (葡萄牙)
贝里 (葡萄牙)是葡萄牙波尔图区的一个堂区。总面积3.38平方公里，总人口2256人，人口密度667.5人/平方公里。